# اچ‌ام‌اس آرثوسا (۱۷۸۱)
اچ‌ام‌اس آرثوسا (۱۷۸۱) (به انگلیسی: HMS Arethusa (1781)) یک کشتی بود که طول آن ۱۴۱ فوت ۲ اینچ (۴۳٫۰۳ متر) بود. این کشتی در سال ۱۷۸۱ ساخته شد.